# 利貢喬峰
46°14′21″N 9°32′50″E / 46.23917°N 9.54722°E
利貢喬峰（義大利語：Pizzo Ligoncio），是意大利的山峰，位於該國北部，由倫巴第大區負責管轄，屬於貝爾尼納阿爾卑斯山脈的一部分，該山峰海拔高度3,033米。